# Feuerwehr in Ungarn
Die Anfänge der Feuerwehr in Ungarn gehen bis ins Jahr 1870 zurück. Das derzeitige Feuerwehrwesen beruht auf dem Gesetz Nr. XXXI aus dem Jahr 1996 (Stand 2011) zum Brandschutz. Gemäß diesem Gesetz sind die Feuerwehren die Brandschutzfachbehörden, Brandschutzkontrollinstanz als auch Brandermittlungsbehörden. Zudem gilt der Erlass 1/2003 des ungarischen Innenministeriums, welcher die Feuerwehren zur Brandbekämpfung und zur technischen Hilfeleistung verpflichtet, sowie der Erlass 2/2003 zur Alarmierung und Unterstützung von Hilfs- und Rettungsdiensten in Not- und Schadensfällen.

## Allgemeines
In Ungarn bestehen 151 Feuerwehrhäuser und Feuerwachen, in denen 1.040 Löschfahrzeuge und 108 Drehleitern bzw. Teleskopmaste für Feuerwehreinsätze bereitstehen. Insgesamt sind 30.878 Personen, davon 10.913 Berufsfeuerwehrleute und 19.965 freiwillige Feuerwehrleute, im Feuerwehrwesen tätig. Der Frauenanteil beträgt zwei Prozent. In den Jugendfeuerwehren sind 2.412 Kinder und Jugendliche organisiert. Die ungarischen Feuerwehren wurden im Jahr 2019 zu 79.922 Einsätzen alarmiert, dabei waren 20.913 Brände zu löschen. Hierbei wurden 113 Tote von den Feuerwehren geborgen und 758 Verletzte gerettet.
Bis zum Jahr 2000 waren das Feuerwehr- und Rettungswesen sowie der Zivil- und Katastrophenschutz dezentral über das ungarische Innenministerium und das ungarische Verteidigungsministerium organisiert. Seit 2000 sind diese beiden Bereiche der Katastrophenschutzbehörde des Innenministeriums (Nationales Generaldirektorat für Katastrophenmanagement; kurz: NDGDM) unterstellt.

## Berufsfeuerwehr
Die Berufsfeuerwehren in Ungarn werden zum einen vom Staat über die Kommunen finanziert. Dieser finanziert die Personalausstattung und die Einsatzkosten. Zum anderen werden sie von den Versicherungen finanziert. Hierbei handelt es sich um die Ausgaben für die Aufwendungen der Fahrzeug- und Gerätetechnik sowie für die persönliche Schutzausrüstung. Diese Gelder kommen aus den Gebäudeversicherungen und den Bußgeldern.
Ungarn verfügt über ca. 95 Berufsfeuerwehren mit insgesamt ca. 8.400 Berufsfeuerwehrleuten.

## Freiwillige Feuerwehr

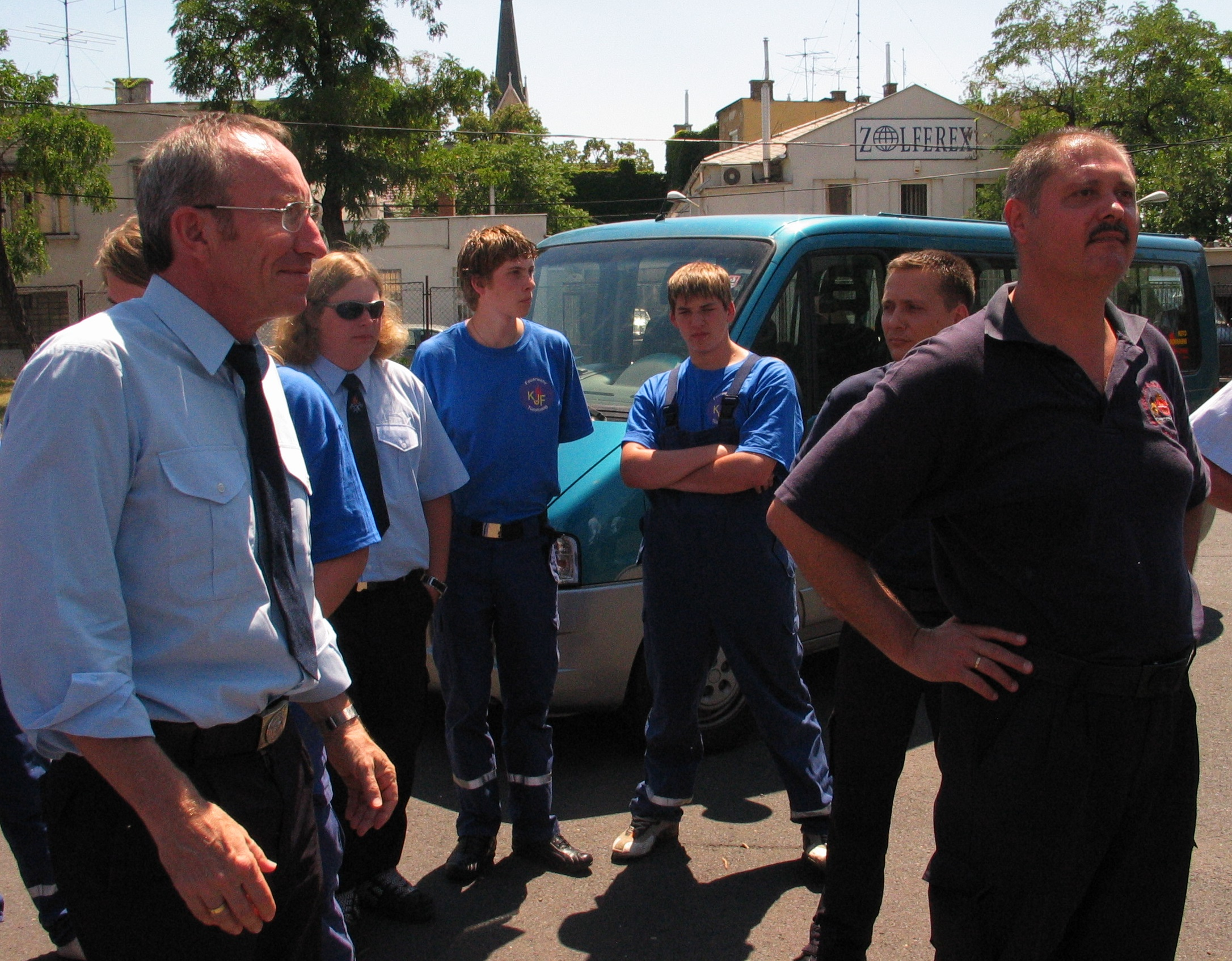
Völkerverständigung: Delegation der Kreisjugendfeuerwehr Limburg-Weilburg mit Franz-Josef Sehr (li.) in Budapest

Die Freiwillige Feuerwehr in Ungarn ist in zwei Bereiche geteilt.

### Staatlich kommunale Freiwillige Feuerwehr
Die staatlich kommunalen Freiwilligen Feuerwehren sind Teil der örtlichen Kommune. Ihre Zuständigkeitsbereiche sind durch das Innenministerium festgelegt und sie werden durch den Staat finanziert. Im Jahr 2011 waren es 42 staatlich kommunale Freiwillige Feuerwehren mit 850 aktiven Einsatzkräften.

### Unabhängige Freiwillige Feuerwehren
Die unabhängigen Freiwilligen Feuerwehren haben eigene Regeln und Verwaltungsvorschriften und unterliegen nicht der direkten staatlichen Kontrolle. Diese Freiwilligen Feuerwehren entscheiden selber, wie sie zur Unterstützung anderer Hilfs- und Rettungsorganisationen zur Verfügung stehen. Die Ausbildung der Einsatzkräfte hat allerdings wie bei den staatlichen Freiwilligen Feuerwehren zu erfolgen. Insgesamt waren es im Jahr 2011 insgesamt 822 unabhängige Freiwillige Feuerwehren mit 13.500 aktiven Einsatzkräften sowie zahlreichen Kindern und Jugendlichen in den deren Jugendfeuerwehren.

## Betriebsfeuerwehr
Mit dem Erlass 118/1996 wurde bestimmt, dass bestimmte Betriebe und Einrichtungen eine eigene Feuerwehreinheit aufstellen müssen. Je nach Größe des Betriebes oder der Einrichtung hat die Feuerwehreinheit zwischen 4 und 16 aktive Einsatzkräfte zu umfassen. Für die Ausbildung und Ausrüstung gelten die gleichen fachlichen Bestimmungen, wie für die Berufsfeuerwehren und die staatlich kommunalen Freiwilligen Feuerwehren. Im Jahr 2011 gab es in ganz Ungarn 288 Betriebsfeuerwehren mit 4.600 aktiven Einsatzkräften.

## Feuerwehrverband
Die Feuerwehrverband Magyar Tűzoltó Szövetség repräsentiert die ungarischen Feuerwehren mit ihren über 30.000 Feuerwehrangehörigen. im Weltfeuerwehrverband CTIF (Comité technique international de prévention et d’extinction du feu) seit dessen Gründung am 16. August 1900 in Paris. Darüber hinaus bestehen Verbindungen insbesondere zu europäischen Feuerwehrverbänden, wie dem Deutschen Feuerwehrverband.

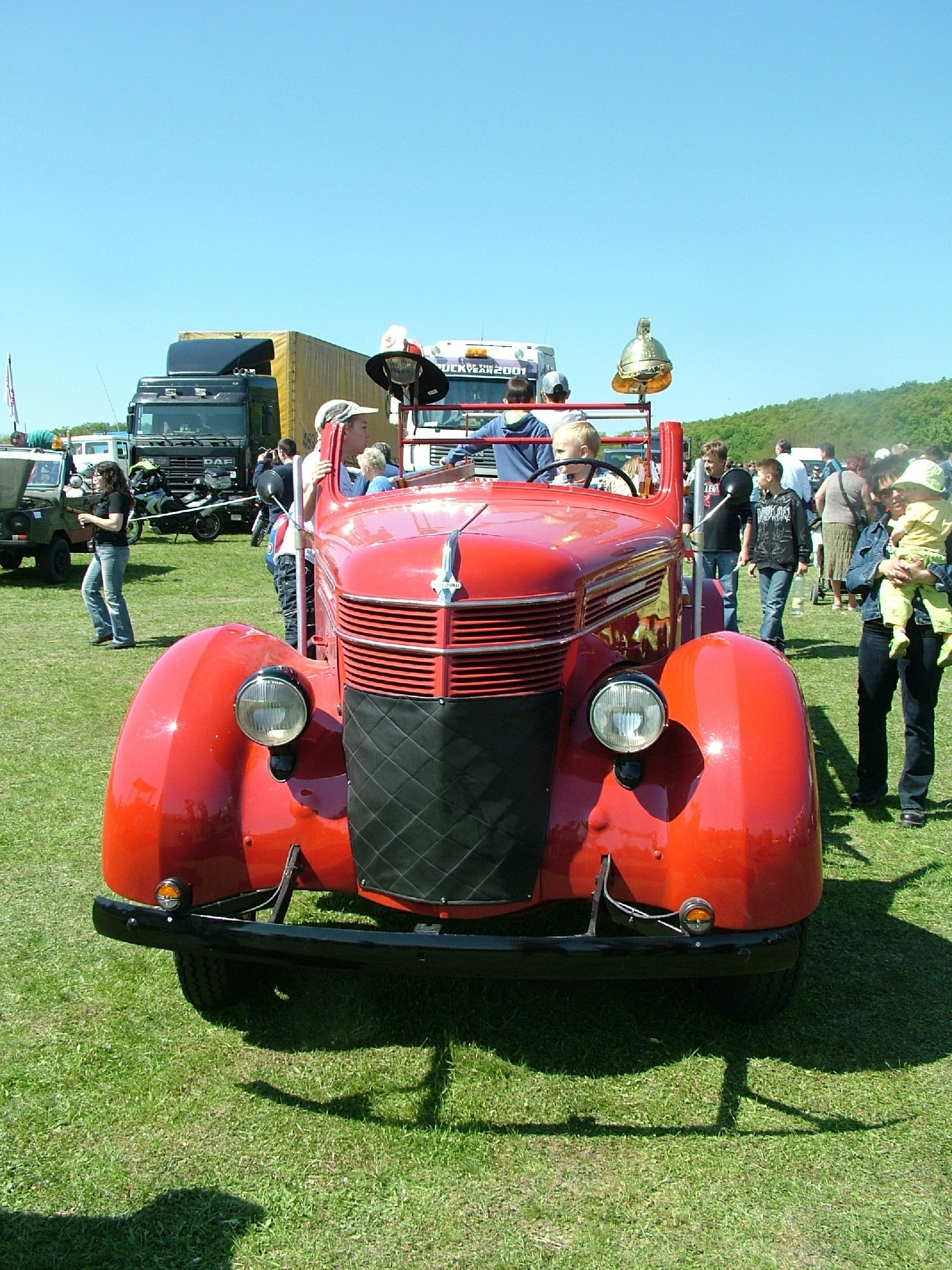
Historisches Feuerwehrfahrzeug in Ungarn

## Feuerwehrmuseen
Das im Jahr 1955 gegründete und 1957 eröffnete Feuerwehrmuseum in Budapest in der Nähe der Hauptfeuerwache ist das zentrale Museum des Katastrophenschutzes in Ungarn. Es zeigt umfassend Gegenstände, Dokumente und Fotos über die Feuerwehr. Die Dauerausstellung erzählt die Geschichte des Brandschutzes seit der Antike. Unter den Exponaten sind viele Fahrzeuge, Sammlungen von Feuerwehrhelmen und Feuerwehrmedaillen zu sehen. Die einzige römische Wasserorgel der Welt (250 n. Chr.) ist die bedeutende Besonderheit. Im Museum befindet sich eine große Fachbibliothek mit 15.000 Bänden. Darüber hinaus gibt es in Ungarn weitere, örtliche Feuerwehrmuseen.